# Le Vilain Chien
Le Vilain Chien est un label discographique indépendant français fondé en 2006 par le groupe Le Club des Chats qui édite des  vinyles, des  CDs, des  cassettes et des  fanzines,. Le label organise des événements tels le festival Bancal et s'inscrit dans la mouvance DIY.
Entre 2007 et 2010, le label édite "Les Joyaux de la Couronne", un magazine bimestriel qui comprend un CD de musique d'un artiste différent à chaque numéro, une affiche et d'autres surprises.

## Groupes et artistes
Outre son groupe fondateur Le Club des Chats, Le Vilain Chien a édité des disques ou cassettes de Le Chevalier De Rinchy, Régis Victor, L'Atelier Rock et Animaux (réalisé au cours d’atelier avec des enfants),, Oso El Roto, Laurence Wasser, Le Ton Mité, Èlg, Anne Laplantine, La Résurrection de Crotale, Dudu Geva, Roger Robert, Kania Tieffer, Manuel J Grotesque, Benjamin Bret, Gregaldur, Houtitoutah.